# Puente Gediminas
El Puente Gediminas (en lituano: Gedimino tiltas) es un puente en la localidad de Kupiškis, en Lituania. El Puente cruza el río Kupa. Es uno de los 8 puentes que hay en la ciudad de Kupiškis. El puente lleva el nombre de la calle por la que cruza el puente. Gediminas (c. 1275-1341) fue un Gran Duque de Lituania desde 1315 o 1316 hasta su muerte.
El puente fue abierto en 1940.